# Fabio Masotti
Fabio Masotti (nascido em 3 de junho de 1974) é um ciclista amador italiano que participa em competições de ciclismo de estrada e pista. Representou a Itália nos Jogos Olímpicos de 2008, em Pequim, onde terminou em décimo quarto lugar na prova de madison.